# Alice Everett
Alice Everett (Glasgow, Escòcia, 15 de maig de 1865 - Londres, 21 de juliol de 1949) va ser una astrònoma i enginyera britànica que va créixer a Belfast. Everett és més coneguda per ser la primera dona a ser remunerada per treballs astronòmics a l'Observatori Reial de Greenwich, quan va començar la seva feina a l'observatori el gener de 1890. El 1903 va ser la primera dona que va publicar un article per la Physical Society de Londres. També va contribuir als camps de l'òptica i la televisió primerenca.

## Primers anys
Alice Everett era filla de Jessie Fraser i Joseph David Everett. Va tenir cinc germans i la família es va traslladar a Belfast quan ella tenia dos anys, en ser nomenat el seu pare professor de Filosofia Natural a la Queen's University, Belfast. Everett es va educar al Methodist College de Belfast.

## Formació universitària
En aquesta època, l'únic mitjà d'accés a una educació universitària a Irlanda per a les dones era a través de la Royal University d'Irlanda, que atorgava títols únicament mitjançant un examen. El 1882 el Queen's College de Belfast va començar a acceptar estudiants femenines, cosa que els va permetre fer classes per preparar-se per als exàmens de la Royal University. Everett va sol·licitar aquesta opció i el 1884 se li va concedir el primer lloc als exàmens de ciències de primer any, però la universitat es va negar a concedir la beca a una dona. El 1886, Everett es va traslladar al Girton College de Cambridge, només per a dones. El 1887 es va presentar a l'examen de matemàtiques i física matemàtica de la Royal University d'Irlanda, va aprovar amb honors i va obtenir la llicenciatura. Va ser guardonada amb un Màster en Arts l'any 1889 per la mateixa universitat. També el 1889, va aprovar el Tripos Matemàtic que s'imparteix a la Universitat de Cambridge. A les dones estudiants se'ls permetia presentar-se als exàmens, però la universitat no concediria títols a les estudiants fins al 1928. El 1889 va marcar el final de l'educació universitària d'Everett i l'inici d'una carrera pionera en astronomia.

## Carrera en astronomia
Les normes del servei civil del Regne Unit que s'aplicaven a l'Observatori Reial de Greenwich van dificultar molt la contractació de les dones. No obstant això, el 1890 William Christie, l'astrònom reial, estava interessat a contractar algunes de les dones altament educades que havien començat a graduar-se a les universitats angleses. Va evitar el reglament laboral restrictiu a l'ocupació de les dones, remunerant-les com a ordinadors supernumeraris i no posant-les a la nòmina permanent. Va emprar quatre dones, no com a ordinadors supernumeraris sinó com a segones ajudants, que feien tant observacions com informàtica. Entre d'altres va contractar Everett, que es va convertir en la primera dona a treballar per a l'Observatori Reial de Greenwich quan hi va començar a treballar el gener de 1890. A Greenwich, Everett va ser assignada a treballar al Departament Astrogràfic, contribuint al projecte internacional de cartografia d'estrelles Carte du Ciel. A més de la seva feina com a ordinador, Everett va ser entrenada per utilitzar el nou telescopi astrogràfic de l'Observatori (instal·lat el 1890) per fer les fotografies. La feina d'Everett també consistia a mesurar les plaques, calcular les coordenades de les estrelles i reduir les dades del catàleg. Durant aquest temps, Everett també va fer observacions per al Departament de Trànsit, amb l'Airy Transit Circle, que defineix el Primer Meridià.

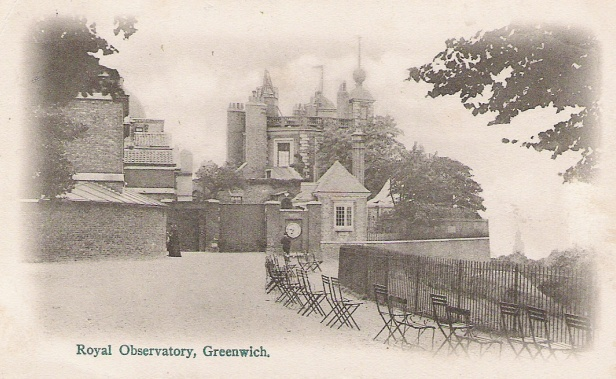
L'Observatori de Greenwich en una postal de 1902

El 1891 Alice Everett va convèncer la seva amiga Annie Russell perquè es postulés per treballar a l'Observatori Reial i al setembre Russell va començar a treballar també a la institució. Havia assistit al Girton College amb Everett i totes dues s'havien presentat i aprovat juntes el difícil examen del Tripos. El 1892, Everett, Russell i Elizabeth Brown van intentar ser elegides per a la beca de la Royal Astronomical Society. Cap de les dones va ser admesa, perquè totes van quedar per sota dels vots requerits. De la mateixa manera, la nominació d'Isis Pogson havia estat rebutjada el 1886. Així, en canvi, es van unir i van contribuir activament a l'Associació Astronòmica Britànica (BAA) amateur. Everett publicaria el seu treball al BAA's Journal, The Observatory, Monthly Notices of the Royal Astronomical Society i en altres mitjans.

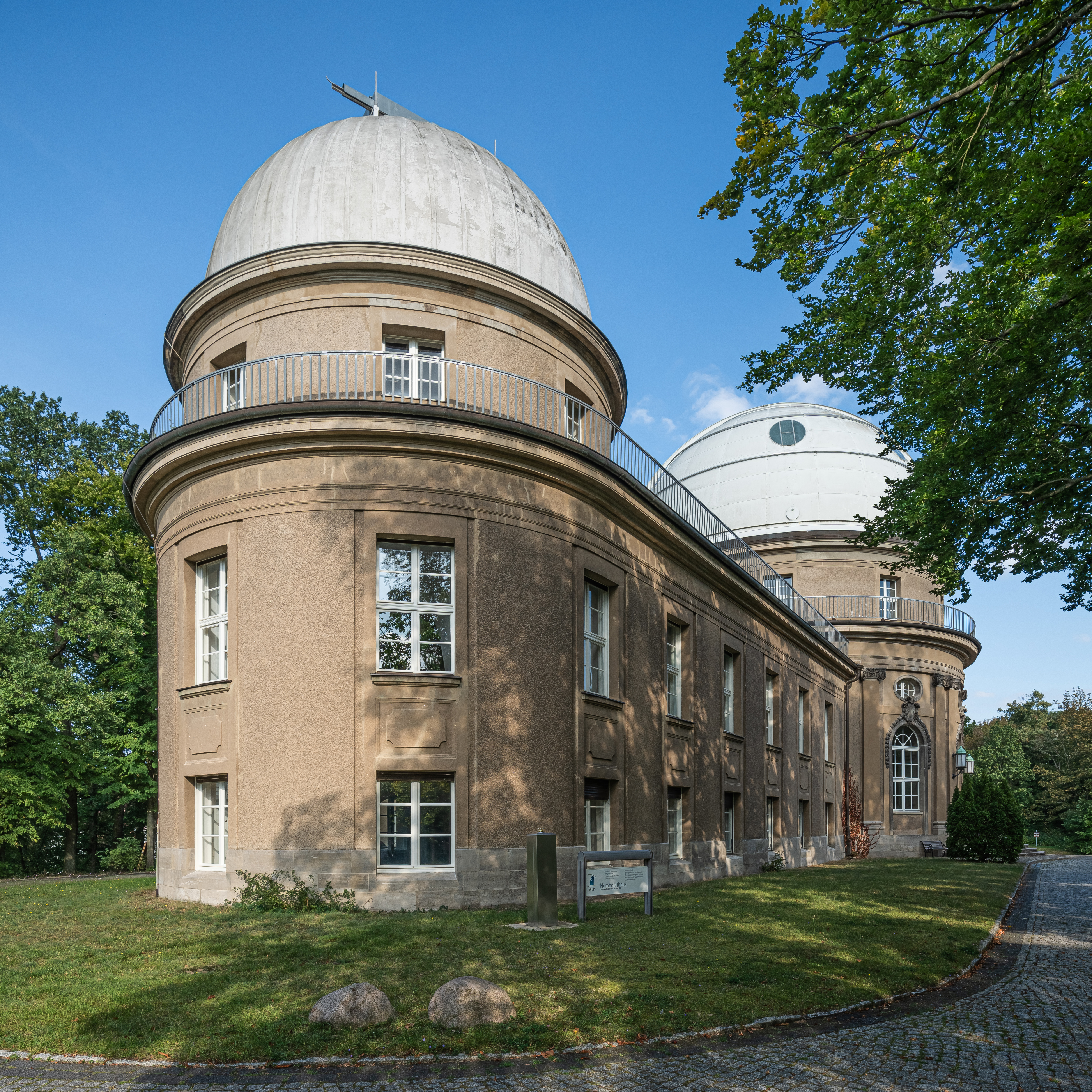
L'Institut Leibniz d'Astrofísica de Potsdam

Després de cinc anys a Greenwich, Everett es va cansar del baix salari i va començar a buscar feina en un altre lloc. No va aconseguir una plaça a l'Observatori de Dunsink, Dublín, i en canvi va obtenir una plaça temporal de tres anys a l'Institut Leibniz d'Astrofísica de Potsdam, prop de Berlín, llavors la institució líder d'Europa per a la investigació astrofísica. Everett va començar a treballar a l'observatori com a assistent científica l'octubre de 1895, convertint-se en la primera dona a treballar en un observatori a Alemanya. Va continuar treballant en el projecte Carte du Ciel. Durant la seva estada a Potsdam va mesurar estrelles en plaques fotogràfiques i en un any, el 1897, va ajudar a mesurar la posició de 22.000 estrelles. Va sortir de Potsdam el juliol de 1899. Everett es va traslladar per a una feina d'un any a l'observatori del Vassar College, als Estats Units, on va escriure dos articles amb Mary Whitney. James Keeler, director de l'Observatori Lick, havia esperat contractar-la per al programa espectroscòpic de l'observatori, però no va poder obtenir fons. En canvi, Everett tornaria a Londres el 1900, on els seus interessos van passar de l'astronomia al camp relacionat de l'òptica. La seva carrera astronòmica va acabar als 35 anys.

## Asteroide homònim
El 2023 un asteroide va rebre el seu nom; es diu Aliceeverett.

## Òptica
L'interès d'Everett per l'òptica s'havia despertat quan va ajudar al seu pare jubilat a traduir un article en alemany sobre el vidre òptic de Jena. Va ajudar el seu pare amb les seves investigacions i experiments en òptica fins a la seva mort, el 1904. El 1903 el seu pare va presentar un article d'ella a la Societat Física de Londres, on descrivia experiments sobre observacions zonals en lents, el primer article d'una dona que apareixia al diari de la societat. No obstant això, les oportunitats per a les dones en aquest camp (o en qualsevol altre camp de la ciència) encara eren escasses. Com a resultat, Everett no podria trobar feina regularment remunerada fins a la Primera Guerra Mundial, que va donar a moltes dones l'oportunitat d'incorporar-se a la força de treball. El 1917, a l'edat de cinquanta-dos anys, es va incorporar al personal del Laboratori Nacional de Física del Regne Unit, on va treballar a la secció d'òptica fins que va arribar a l'edat de la jubilació, al 1925.

## Enginyeria i televisió
La jubilació marcaria la tercera línia de la carrera tècnica d'Everett, l'enginyeria. A finals de la dècada de 1920, Everett faria i aprovaria exàmens d'enginyeria elèctrica i sense fils. Everett també va desenvolupar un interès pel nou camp de la televisió i podria haver estat una de les dues dones presents a la demostració de la primera imatge televisiva de John Logie Baird el gener de 1926. Com a resultat, Everett es convertiria en un dels membres fundadors i Fellows de la tot just acabada de crear Television Society (ara Royal Television Society) el setembre de 1927. A finals de la dècada de 1920 i principis de la dècada de 1930, Everett s'involucraria amb la Baird Television Company and Television Society i el 1933 totes dues sol·licitarien una patent conjunta relacionada amb l'òptica de televisió. Everett continuaria contribuint al camp de la televisió durant la resta de la seva vida. En reconeixement a la seva contribució al camp de la física, se li va concedir una pensió honorària de 100 lliures el 1938. El 21 de juliol de 1949 va morir a Londres i deixaria la seva biblioteca de llibres científics a la Television Society.